# Niedźwiedzie Wielkie
Niedźwiedzie Wielkie este o arie protejată (sit de importanță comunitară — SCI) din Polonia întinsă pe o suprafață de 89,14 ha, integral pe uscat.

## Localizare
Centrul sitului Niedźwiedzie Wielkie este situat la coordonatele 53°55′45″N 19°47′05″E / 53.9292°N 19.7848°E.

## Înființare
Situl Niedźwiedzie Wielkie a fost declarat sit de importanță comunitară în octombrie 2009 pentru a proteja 3 specii de animale.

## Biodiversitate
Situată în ecoregiunea continentală, aria protejată conține 3 habitate naturale: Păduri de fag Asperulo-Fagetum, Păduri de stejar sau de stejar și carpen sub-atlantice și medio-europene de Carpinion betuli, Păduri aluvionare cu Alnus glutinosa și Fraxinus excelsior (Alno-Padion, Alnion incanae, Salicion albae).
La baza desemnării sitului se află mai multe specii protejate:
- amfibieni (1): triton cu creastă (Triturus cristatus)
- mamifere (1): liliac cârn (Barbastella barbastellus)
- nevertebrate (1): Osmoderma eremita